# Amanda (film 1996)
Amanda è un film del 1996 diretto da Bobby Roth.

## Trama
Biddle Farnsworth è un ragazzino del Montana figlio di due allevatori, Caleb e Audrey Farnsworth, e fratello di Kelsey, che posseggono un allevamento. Un giorno, durante una cavalcata a cavallo, Biddle cade e subisce un calo della vista, rischiando la perdita di un occhio. A causa dell'incidente, Biddle rimane sconvolto e maledice tutti i cavalli, pregando per la loro sparizione.
Con l'aiuto di Seven, proprietario di una cavalla magica di nome Amanda, Biddle cerca di riconciliarsi con i cavalli e, proprio con quest'ultima, tenta una cavalcata in occasione di una manifestazione, anche se subisce un'altra caduta, senza gravi conseguenze.

## Distribuzione
- 13 dicembre 1996 in Sudafrica
- 13 giugno 1997 in Estonia
- luglio 1997 in Portogallo
- 24 luglio in Ungheria (Lovak lovagja)